# Olof Anzenius
Olof Zachariæ Anzenius, född 1616 i Norrmesunda, Anundsjö socken, död 8 juli 1700 i Anundsjö socken, var en svensk präst och riksdagsman.

## Biografi
Olof Zachariæ Anzenius var född av bondeföräldrar. Han inskrevs vid Uppsala universitet 1632, blev 1646 komminister i Anundsjö för att två år senare bli förste predikant i Åsele socken, som bildades detta år. 1654 blev han kyrkoherde i Anundsjö men behöll Åsele som annex. I Åsele verkade han för undervisningen av samerna. Dopfunten i Anundsjö kyrka är en gåva från Anzenius. 
Han var herreman vid riksdagen 1655.
Anzenius var gift tre gånger. Första hustrun Anna var sondotter till hövitsmannen Per Olofsson Bottnekarl och Petrus Kenicius syster samt dotterdotter till Nicolaus Petri Turdinus. Tredje hustrun Margareta Plantin var dotter till Olaus Petri Niurenius. En sonson från sista äktenskapet var "Skellefteåpåven"  Petrus Anzenius.